# Technical Park
Technical Park est un constructeur d'attractions installé à Melara, Rovigo, Vénétie, dans le nord de l'Italie. Il compte un catalogue de plus de 40 produits comportant entre autres des attractions à sensations, des grandes roues et quelques types de montagnes russes.

## Histoire
Renzo Martini fonde avec Alfonso Fabbri la société Mel Park en 1980, en faisant ses premiers pas dans le domaine de la fabrication de petites attractions pour enfants pour le marché italien. L'entreprise compte alors une vingtaine d'employés. Martini créé en 1987, en parallèle de Mel Park, l'ANCASVI, première association nationale européenne des fabricants d'équipements d'amusement. 
L'entreprise est confiée à Fabio et Christian Renzo, les fils du créateur en 1988. Ils la renomment Technical Park. L'entreprise familiale entre sur le marché des attractions à sensations dans les années 1990. Elle compte environ 45 employés en 2019.

## Quelques attractions

### Montagnes russes
| Nom            | Modèle            | Parc                             | Pays      | Ouverture |
| -------------- | ----------------- | -------------------------------- | --------- | --------- |
| Jule Expressen | Rocket Reindeers  | Jardins de Tivoli                | Danemark  | 2008      |
| Sombrero       | Sombrero          | Jacquou Parc                     | France    | 2008      |
| Python         | Rock'n'Roll       | Parque Italo Americano           | Venezuela | 2011      |
| Jurassic River | Water Coaster     | Cavallino Matto                  | Italie    | 2018      |
| Montaña Rusa   | Speedway          | Holiday World - Wooland Fun Park | Espagne   | 2019      |
| Batukai-Racer  | Gold Mine Coaster | Serengeti-Park                   | Allemagne | 2020      |

### Autres attractions
- Aéropostale au Jardin d'acclimatation
- Canad'R au parc touristique des Combes
- Heißer Ofen à Erlebnispark Tripsdrill
- Kumba Twister à Serengeti-Park
- Lemon Twist à Dollywood
- L'Escadrille au parc touristique des Combes
- Rinkeli à Linnanmäki
- Squadron 33 à Dennlys Parc
- Vertigo aux jardins de Tivoli

### Galerie

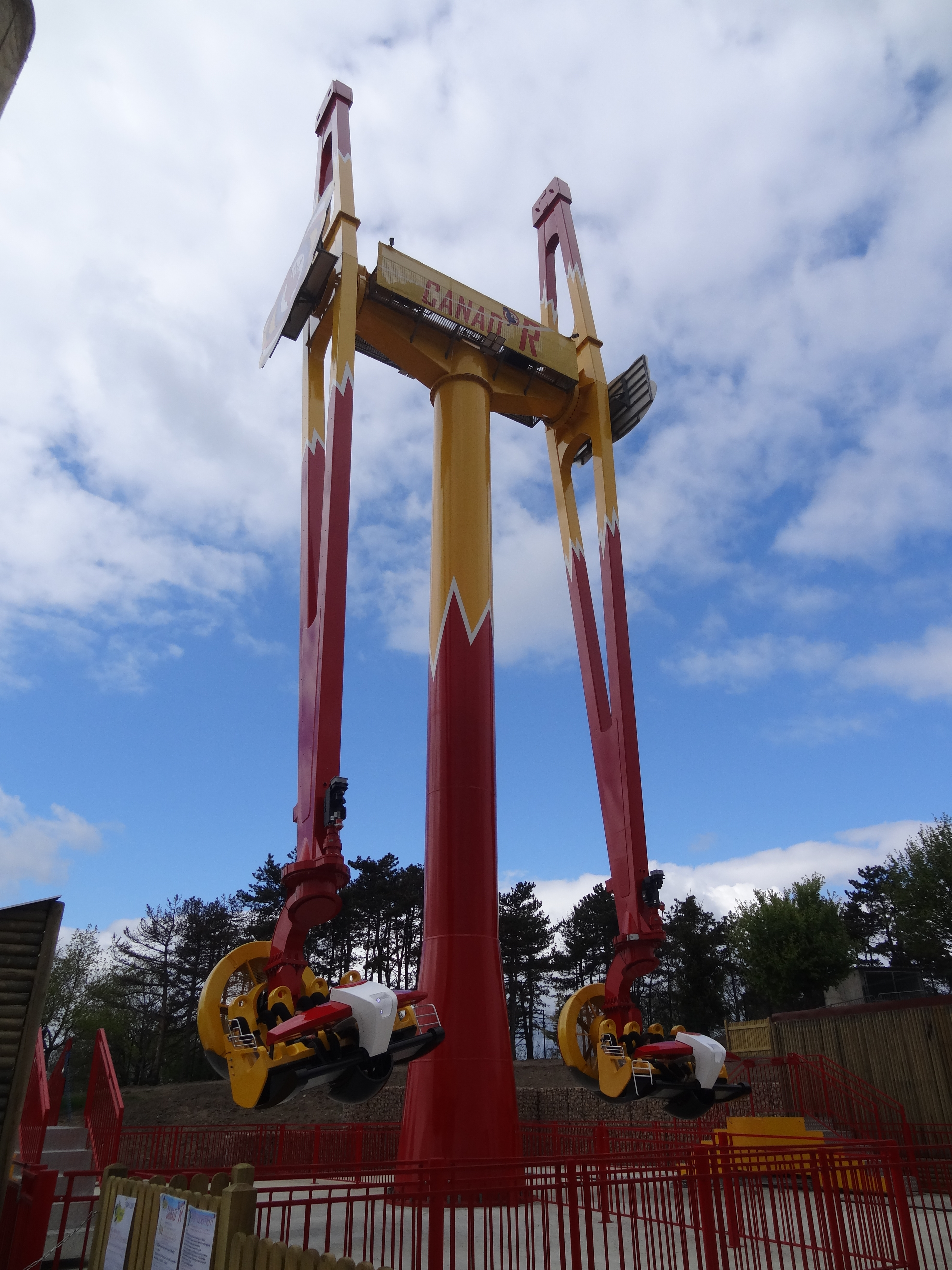
Canad'R au parc touristique des Combes.
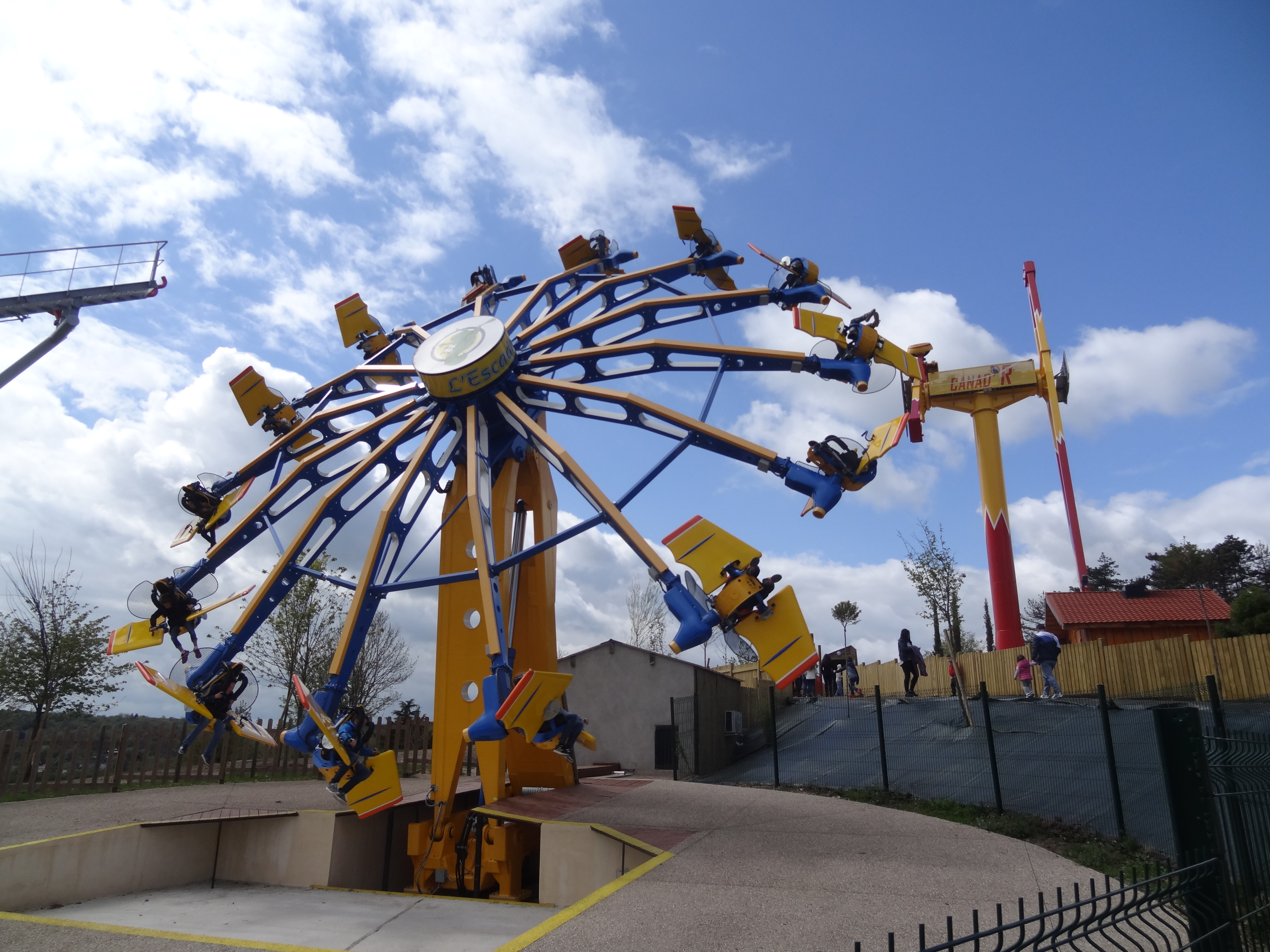
L'Escadrille au parc touristique des Combes.
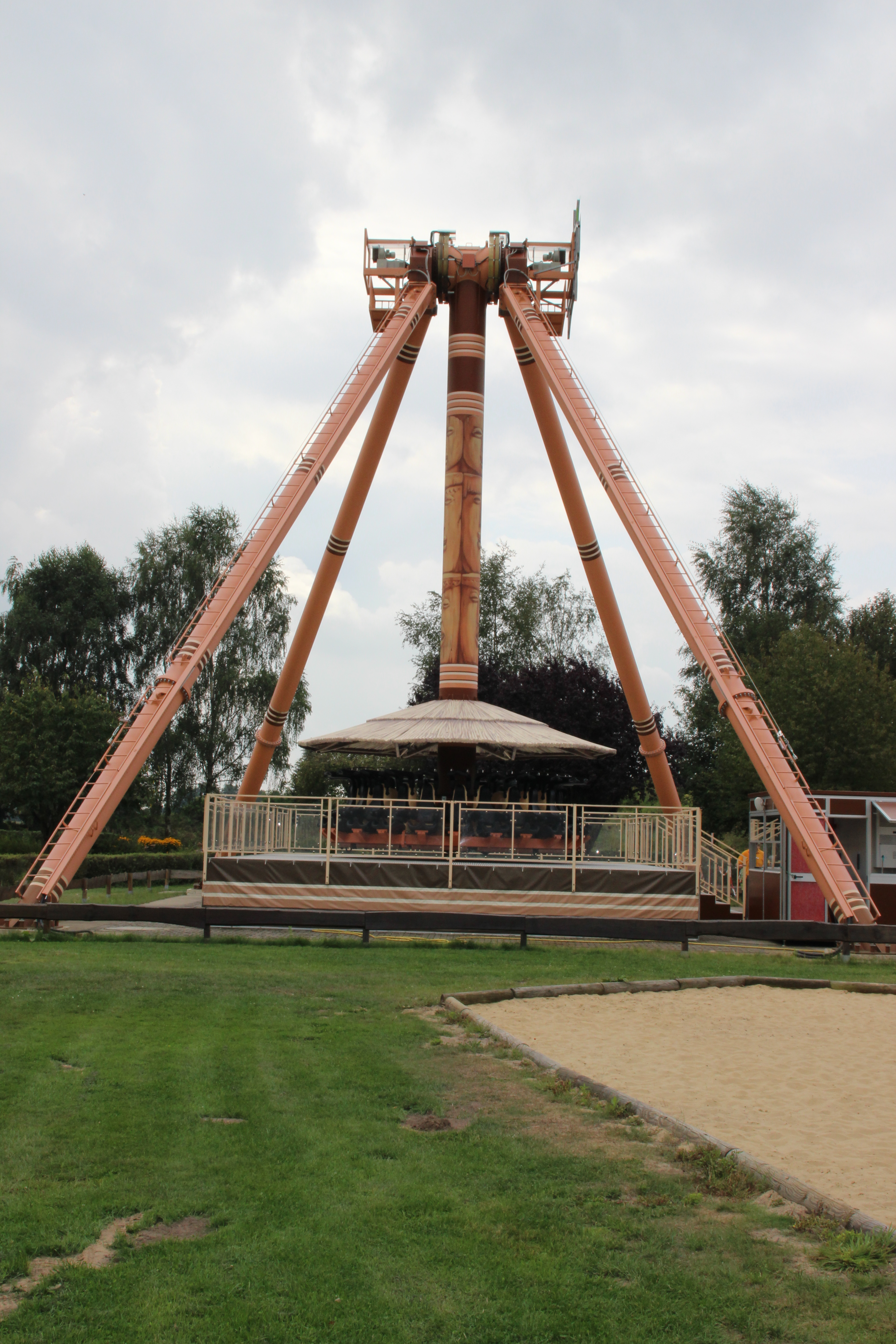
Kumba Twister à Serengeti-Park.
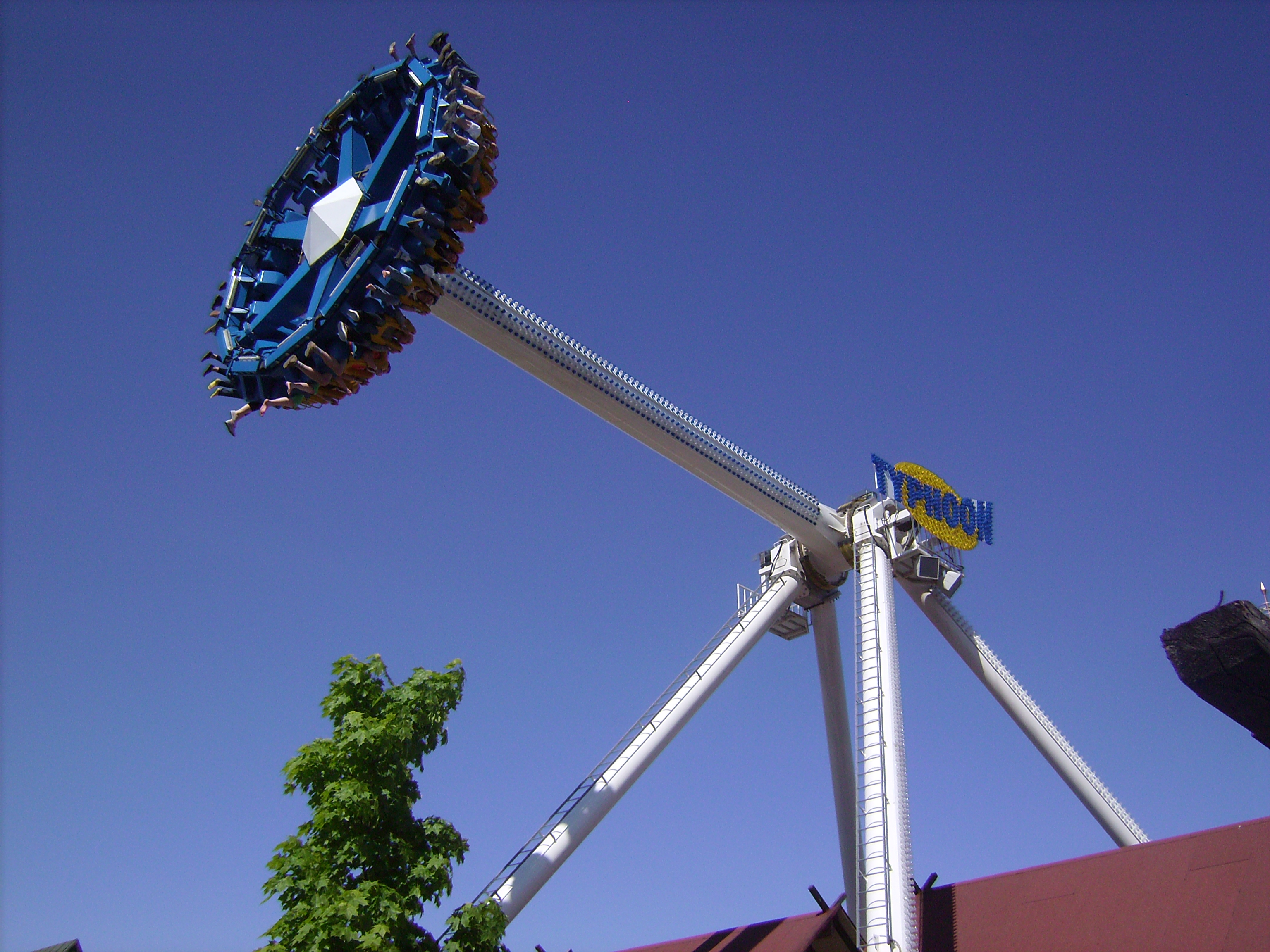
Typhoon à PowerPark.
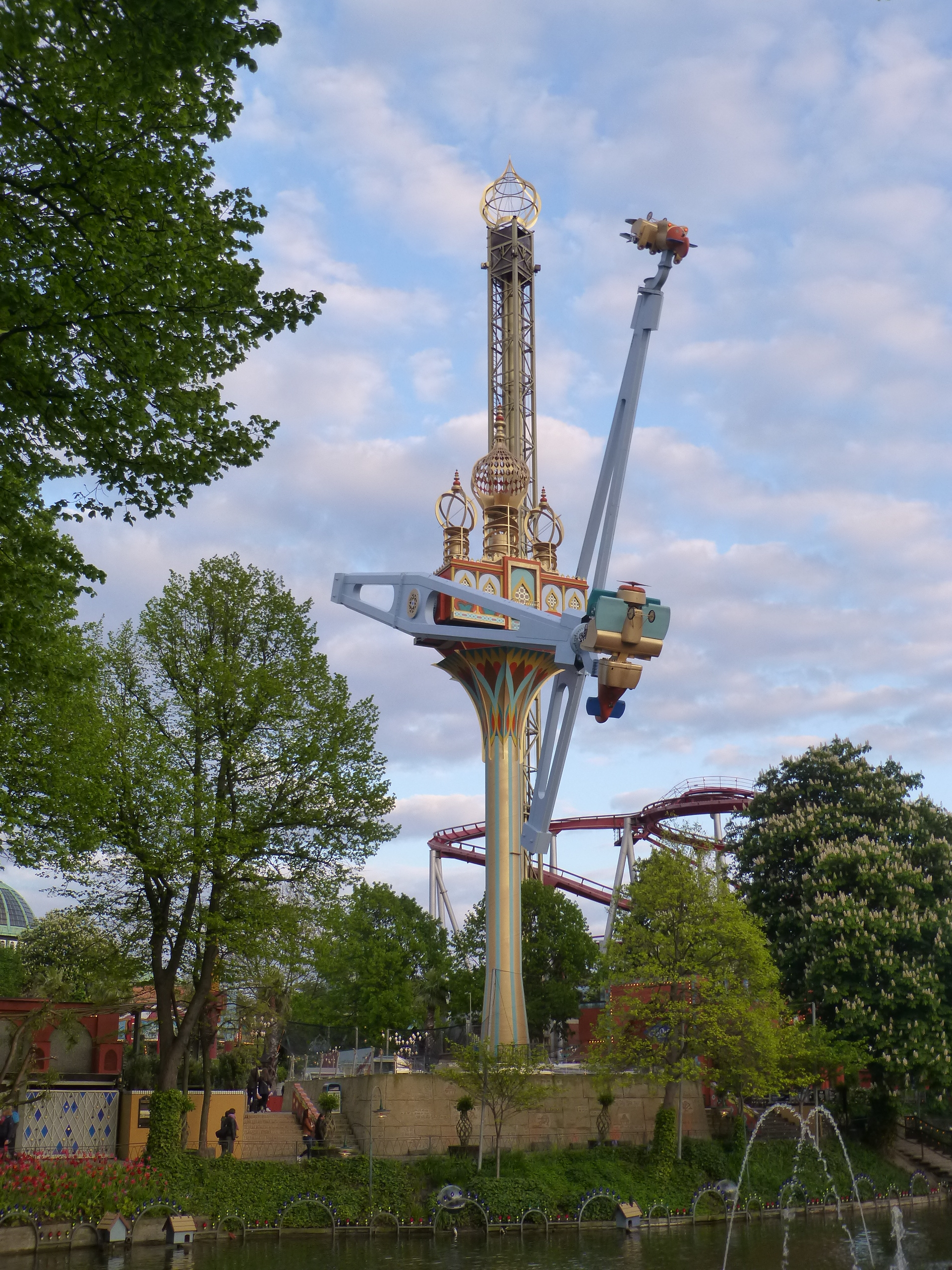
Vertigo aux jardins de Tivoli.